# Расстрел (скульптура)
«Расстрел» — монументальная скульптурная композиция работы И. М. Ханова, созданная в 1974 году. Находится на мемориальном кладбище революционеров в Центральном парке культуры и отдыха имени М. Горького в Казани, столице Республики Татарстан.

## История
Создание памятника «Расстрел» относится к 1974 году. Автор И. М. Ханов планировал установить его у стен Казанского кремля, однако нетрадиционное для социалистического реализма художественное решение скульптуры не устроило партийное начальство. Будучи посвящённой по своему формальному языку расстрелу красноармейцев и революционеров, скульптура пластически оказалась весьма прогрессивной для Татарстана того времени. В итоге, в 1980-х годах работа была установлена на Братском кладбище в Центральном парке культуры и отдыха имени М. Горького, став частью комплекса памяти чекистов и работников татарской милиции, павших на боевом посту, созданного ещё в 1967 году к 50-летию Октябрьской революции. В 2010 году, в том числе и за эту работу, Ханов был удостоен Государственной премии Республики Татарстан имени Г. Тукая.

## Описание

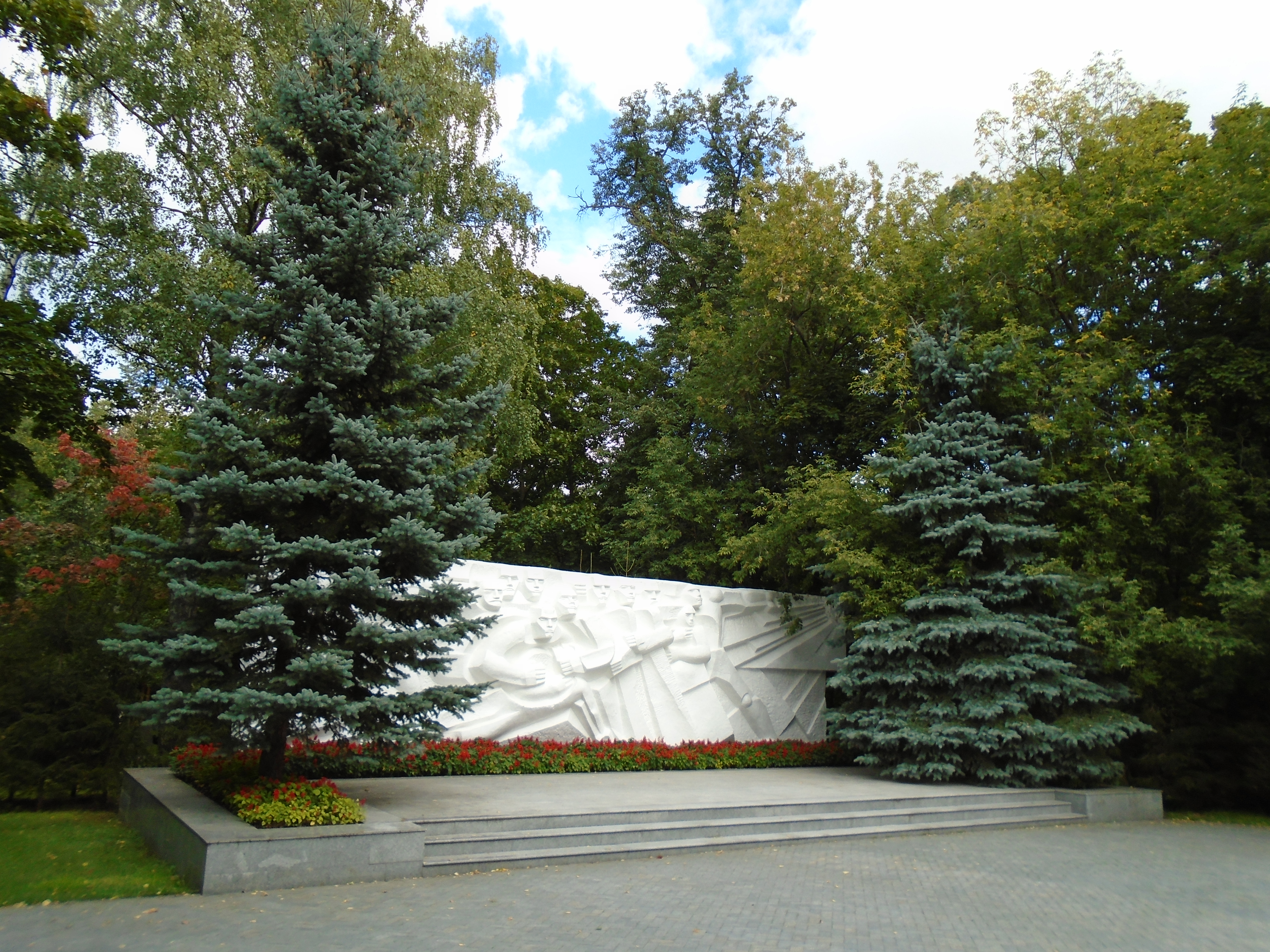
Общий вид, 2020 год

Скульптура находится в глубине парковой зоны, рядом с могилами революционеров, павших от рук белогвардейцев в 1918 году. Являясь частью сложного пространственно развитого комплекса памяти чекистов и милиционеров, «Расстрел» замыкает перспективу главной аллеи кладбища. Памятник состоял из трёх частей — собственно самая скульптура Ханова, мраморная стела, боковой цветник с установленным на нём бетонным блоком с мемориальными табличками. «Расстрел» представляет собой прямоугольный барельеф из серого железобетона с примесью розовой мраморной крошки. Изготовлен методом литья с катодным цинкованием поверхности. Массивная барельефная стена была установлена на обширном площадке-основании прямоугольной формы, приподнятом над уровнем земли и облицованной керамическими плитками. Высота памятника составляет 4 метра, длина — порядка 13 метров (по другим данным — 4 x 15 м).

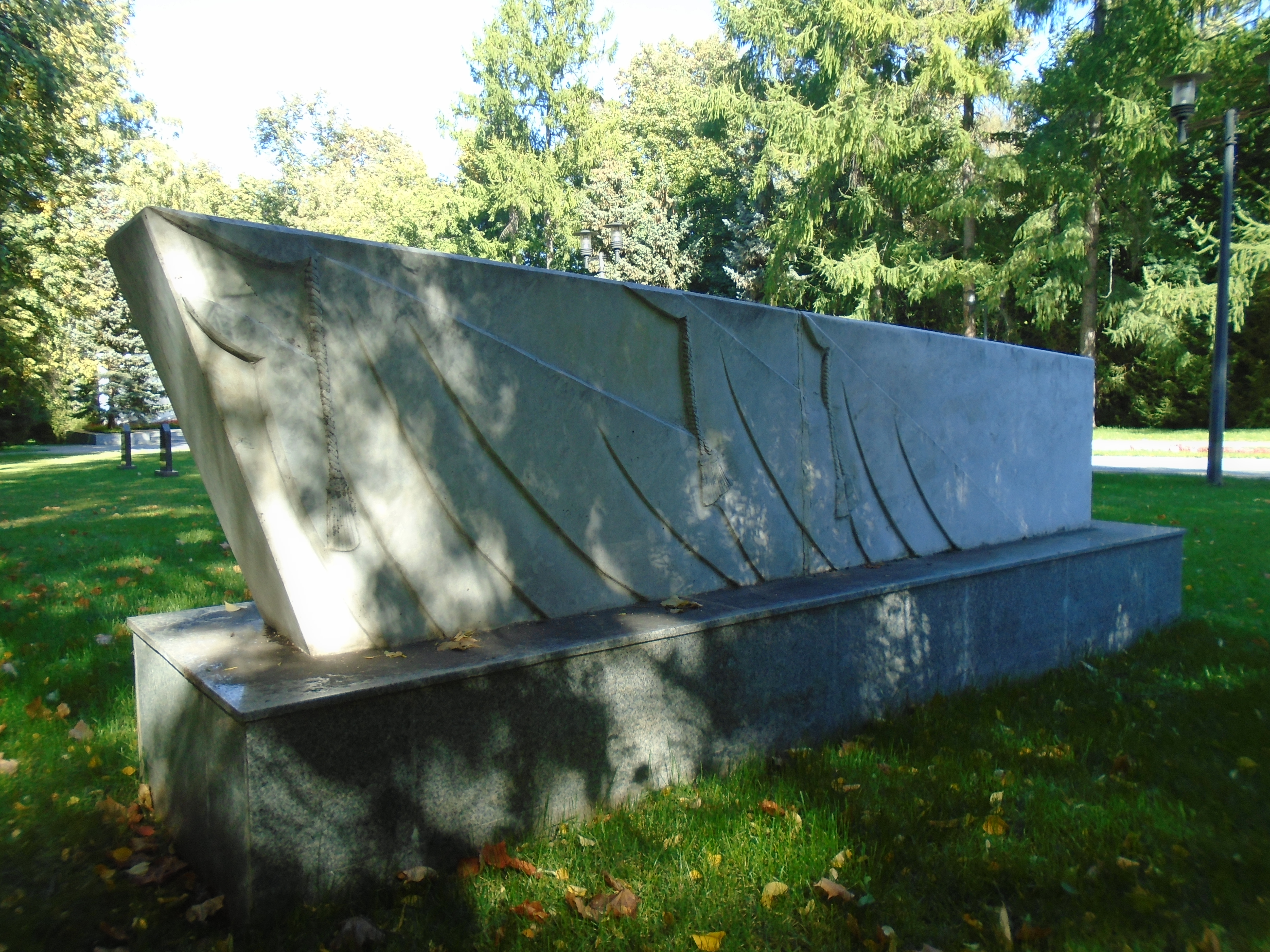
Знамённая стела (современное фото)

Темой барельефа является реквием, сцена прощания с погибшим товарищем. Центром композиции является группа из трёх человек, которые поддерживают тело павшего чекиста. На втором плане проступают и остальные герои барельефа. Все они — это суровые мужчины, стоящие плечом к плечу, что создаёт ощущение монолита. Пронзительные взгляды и напряжённые тела революционеров говорят о готовности без страха принять смерть, транслируют зрителю уверенность в правоте своего дела. Линии фигур очень схематичны, не столько анатомические, сколько биоморфны, в чём данная работа Ханова походит на картины Сикейроса, которого скульптор считал своим учителем. Вся плоскость барельефа прорезана косыми лучами солнца, данного скульптором в правом верхнем углу и которое буквально заливает светом место расстрела, что усиливает мотив праведности и наделяет работу необычайной экспрессивностью и выразительностью. На обратной стороне стены выбиты слова: «Стреляйте вернее, готовы мы пасть. Да здравствует наша Советская власть!».
Перед барельефом установлена стела из белого мрамора с изображением склонённых знамён. Слева от центральной части комплекса был установлен квадратный цветник размером шесть на шесть метров, в углу которого находился блок из искусственного камня (бетон с мраморной крошкой). На нём были помещены накладные бронзовые эмблемы советской милиции со следующим текстом:
Николаю Голубятникову, Александру Кулевесову, Ивану Александрову, Кириллу Тихонову, Миннибаю Мычилкину, Мухамадею Шарафееву, Павлу Лаврову, Борису Иванову, Хамидулле Загидуллину, Прокопию Салмину, Максиму Иванову, Рифкату Агадуллину, Михаилу Волкову, Виктору Гуслеву, Ивану Шубину и многим другим работникам Татарской милиции, павшим на боевом посту, от личного состава Министерства внутренних дел Татарской АССР 10 ноября 1967 года. Революция вручила им самое величественное дело: защищать человека. И они защищали и погибли в этой борьбе. Слава им вечная и любовь людская.

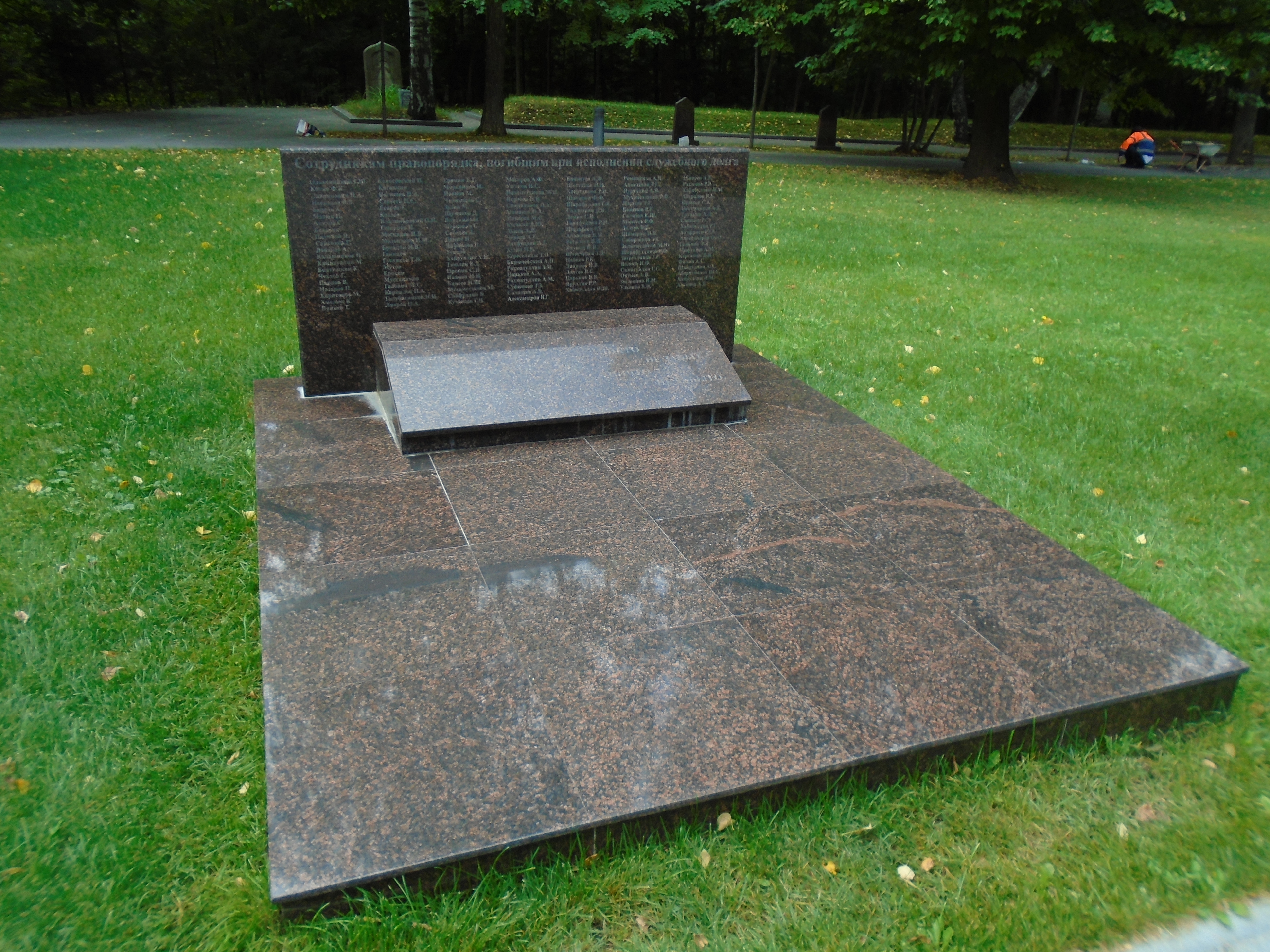
Памятник сотрудникам правопорядка (современный вид)

В дальнейшем, одновременно с приходом кладбища в упадок в 1990-х годах, монумент разрушился, бесследно исчезли и бронзовые таблички. Ныне на его месте находится памятник сотрудникам правопорядка, погибшим при исполнении служебного долга. Вместе с тем, на барельефе Ханова не имеется никакой таблички с указанием на его авторство, сама работа покрыта побелкой и походит более на гипсовую скульптуру, чем искажён замысел скульптора, а в ряде мест на выступающих частях имеются сколы.
По мнению критики, «Расстрел» является ярким примером поисков Хановым своего собственного художественного языка, выразившегося в резких, ломаных, рубленых скульптурных формах, диссонирующих с сознанием человека, но и вместе с тем наполненных гуманистическим пафосом, мощью и силой человеческого духа, противостоящего губительному хаосу войн и уничтожения. В пластическом отношении скульптуру отличает влияние авангарда 1920-х годов, плакатной и станковой графики на героическую тему, в особенности линогравюр К. К. Чеботарёва, поскольку рельеф несёт как декоративную функцию, так и подобен рисунку. Данная скульптура Ханова является единственной сохранившейся в Казани, тогда как всё остальное было уничтожено.